# Stary Brześć (gromada)
Stary Brześć (do 30 XII 1959 Falborz) – dawna gromada, czyli najmniejsza jednostka podziału terytorialnego Polskiej Rzeczypospolitej Ludowej w latach 1954–1972.
Gromady, z gromadzkimi radami narodowymi (GRN) jako organami władzy najniższego stopnia na wsi, funkcjonowały od reformy reorganizującej administrację wiejską przeprowadzonej jesienią 1954 do momentu ich zniesienia z dniem 1 stycznia 1973, tym samym wypierając organizację gminną w latach 1954–1972.
Gromadę Stary Brześć z siedzibą GRN w Starym Brześciu utworzono 31 grudnia 1959 w powiecie włocławskim w woj. bydgoskim w związku z przeniesieniem siedziby GRN gromady Falborz z Falborza do Starego Brześcia i zmianą nazwy jednostki na gromada Stary Brześć.
W 1961 roku gromada miała 20 członków gromadzkiej rady narodowej.
31 grudnia 1961 do gromady Stary Brześć włączono wsie Sokołowo, Sokołowo Parcele, Turowo i Manieczki oraz miejscowość Cegielnia Romaki ze zniesionej gromady Sokołowo w tymże powiecie.
1 stycznia 1969 do gromady Stary Brześć włączono sołectwa Falborek, Jędrowice, Kąkowa Wola-Parcele, Kąkowa Wola-Wieś, Kuczyna, Miechowice i Redecz Krukowy ze zniesionej gromady Kąkowa Wola w tymże powiecie.
1 stycznia 1972 gromadę Stary Brześć połączono z gromadą Wieniec, tworząc z ich obszarów gromadę Stary Brześć z siedzibą Gromadzkiej Rady Narodowej w Starym Brześciu w tymże powiecie (de facto gromadę Wieniec zniesiono, włączając jej obszar do gromady Stary Brześć).
Gromada przetrwała do końca 1972 roku, czyli do kolejnej reformy gminnej.